# Cagliari Calcio
O Cagliari Calcio (em sardo: Casteddu)  é um clube de futebol da cidade de Cagliari, na Sardenha, Itália. Fundado em 1920 é o
clube mais tradicional da Sardenha, o único a ter participado da Série A ou Série B.
Vice-campeão no ano anterior, foi campeão do Campeonato Italiano da Serie A uma vez, em 1969-70, tendo como grande destaque Luigi Riva. 
Outras campanhas de destaque foram a conquista da Serie B 2015-16, e também a campanha como semifinalista da Copa da UEFA de 1993-94, o seu maior destaque internacional.

## História

Escudo anterior do Cagliari Calcio

### Primeiros anos
Fundado em 1920, o Cagliari passou os primeiros anos de sua história alternando nas divisões inferiores, conquistou naquele período a Série C italiana três vezes, nas temporadas (1930-31, 1951-52, 1961-62), porem não obtivera sucesso em suas disputas na Série B naquele período.

### Ascensão a Série A
Voltou ao fundo do poço em 1960, na Série C, mas logo rapidamente se recuperou, para o que depois viria a ser uma das maiores ascensões do futebol italiano. E um destes grandes acertos foi contratar o futuro craque Luigi Riva, que viria a fazer história na equipe, e também na Seleção Italiana. Já com Luigi Riva no ataque a equipe Sardenha consegue seu primeiro acesso a Série A italiana na temporada 1963-1964, onde termina a competição como vice-campeão, ficando atrás apenas da equipe do Varese.

### Seria A e conquista do scudetto italiano
Em 1964-1965, o Cagliari enfim estreava na Série A italiana, e surpreendeu a todos ficando com uma competente sexta colocação no campeonato.
O clube voltaria 2 anos depois a repetir a posição com a chegada do técnico Manlio Scopigno, e no ano seguinte ficaria com uma modesta 9ª posição na Série A, para enfim, se tornar uma potência italiana.
Na temporada 1968-1969 a equipe bate na trave tanto no Campeonato Italiano quanto na Copa da Itália, perdendo para a Fiorentina a Serie A por apenas quatro pontos e chegando ao quadrangular final da copa junto com as equipes da Roma, Foggia e Torino, terminando com seis pontos, três a menos que a campeã Roma.  

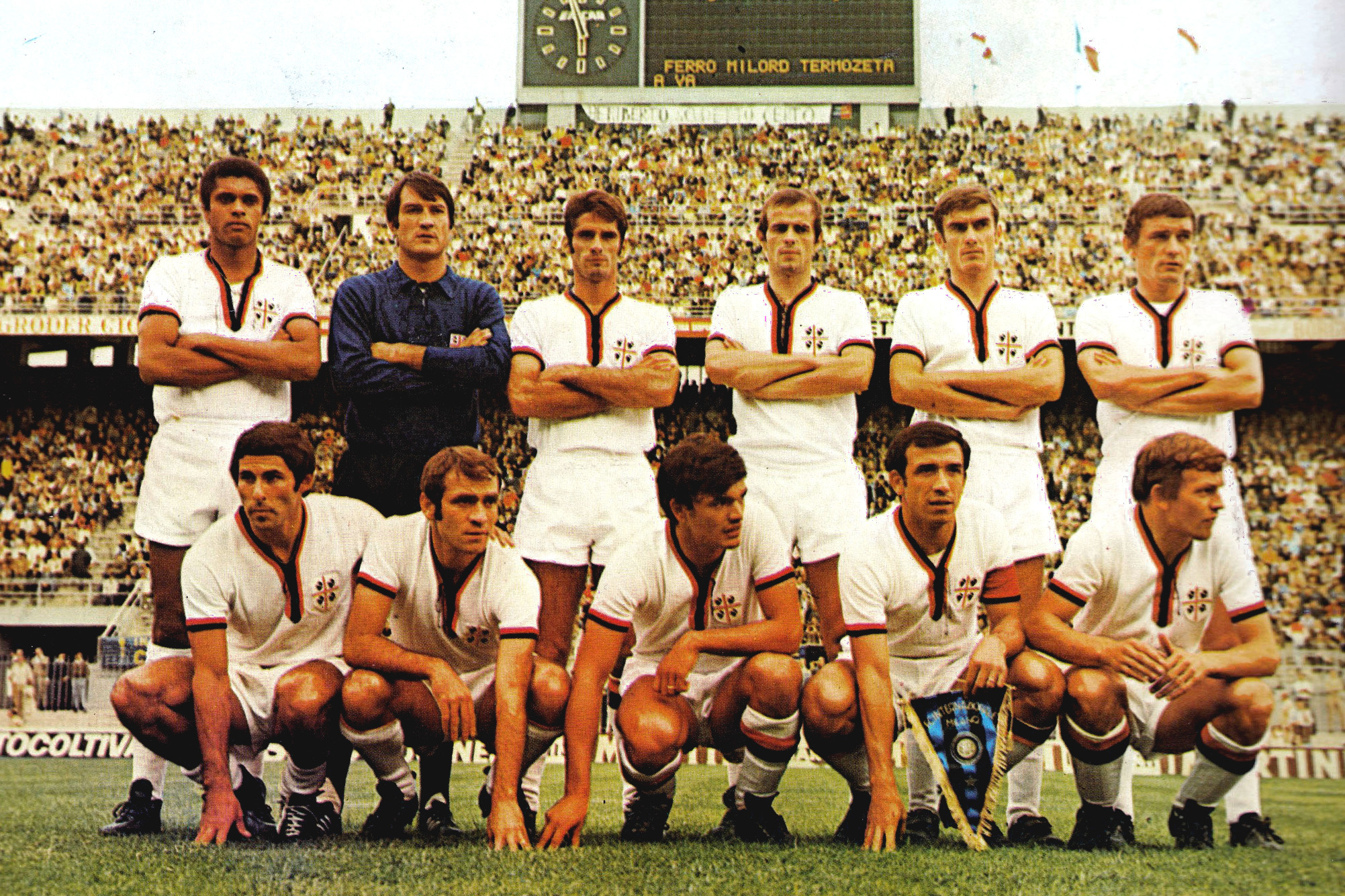
Cagliari Campeão Italiano 1969-70. Em pé (da esquerda para à direita): Nenê, Enrico Albertosi, Angelo Domenghini, Comunardo Niccolai, Giuseppe Tomasini, Luigi Riva. Agachados (da esquerda para a direita): Ricciotti Greatti, Mario Martiradonna, Sergio Gori, Pierluigi Cera e Cesare Poli.

Mas no ano seguinte, enfim o Cagliari se sobressai e se torna o grande campeão italiano, a equipe termina a competição com 45 pontos, quatro pontos a mais que o vice líder Internazionale, Luigi Riva marca 21 gols terminando como artilheiro da competição, marcando de uma vez por todas seu nome na história do clube. Na Copa da Itália, a equipe termina na terceira posição.
No ano de 1971, a expectativa era enorme para o time do Cagliari, mas o ano é decepcionante, a equipe termina na modesta sétima colocação nacional, bem longe de disputar o título, mas o golpe pior sem dúvidas foi o fracasso na Liga dos Campeões, com a eliminação precoce ainda na segunda fase para o Atlético de Madrid (venceu em casa por 2x1, mas sucumbiu na volta na Espanha ao sofrer 3x0).
Em 1972, a equipe se recupera, joga bem e termina o italiano em 4º lugar, ficando a apenas 4 pontos da campeã Juventus.
Em 1973, decepção novamente a equipe faz má campanha no italiano e vacila de novo em competições continentais, sendo eliminado ainda na primeira fase da Copa da Uefa, pelo Olympiacos, perdendo as duas partidas.

### Declínio
A equipe então entraria em um processo de decadência tão rápida quanto foi a sua ascensão, ficando em posições insatisfatórias nas temporadas seguintes, em 1975-1976, 6 anos depois do título italiano, a equipe é rebaixada novamente para a Série B, terminando aquele campeonato na última posição com 19 pontos conquistados. Além disso o time perde seu grande jogador, o atacante Luigi Riva que não atuaria mais na equipe na Série B do próximo ano.
A equipe passa três temporadas na segunda divisão, retornando a elite em 1979-1980, quando ficou em 7º lugar, sem sustos. No entanto, a equipe seria novamente rebaixada na temporada 1982-1983, em um campeonato em que termina apenas um ponto atrás do Ascoli naquela disputa.

### Volta a Série A
Na temporada 1988-1989 a situação começa a mudar com a chegada do técnico Claudio Ranieri, a equipe aquela altura se via afundada na terceira divisão, porém começaria ali um processo de reconstrução que começaria com o título da Copa Itália Série C, naquele ano o time sardo também conseguiria o acesso a Série B.
Na temporada 1989-1990 a equipe novamente obtêm êxito, conquista o segundo acesso seguido terminando o campeonato da segunda divisão daquele ano na terceira posição, conquistando 47 pontos, retornando assim a elite do futebol italiano.
Nas temporadas 1990-1991 e 1991-1992 a equipe luta contra o rebaixamento terminando ambos na decima terceira posição.
A situação começa a ficar favorável em 1992-1993, quando a equipe fica em sexto lugar no Campeonato Italiano, voltando a participar da Copa da UEFA. No ano seguinte faz uma boa campanha na competição europeia, chegando as semifinais, eliminando a Juventus na quartas de finais passando com duas vitórias, 1x0 em casa, e 2x1 fora. Nas semifinais acabou cruzando com a Internazionale, que acabaria eliminando os sardos e terminando como campeão da competição.
Nos campeonatos seguintes a equipe termina com campanhas razoáveis no Campeonato Italiano, porém na temporada 1996-1997 a equipe acaba voltando a Série B, conseguiria o acesso a primeira divisão logo no ano seguinte, porém sofreria mais um rebaixamento em 1999-2000.

### Anos 2000 e dias atuais
Os anos 2000 são marcados por desempenhos razoáveis, revezando entre a primeira e a segunda divisão.
O Cagliari passou as quatro temporadas seguintes na Série B, até que em 2003-04 com o atacante veterano Gianfranco Zola, nascido na Sardenha, a equipe ganhou a promoção. Na temporada 2005-06, a primeira temporada sem Zola, o time mudou de técnico três vezes antes de Nedo Sonetti,  nomeado em novembro, salvar o time do rebaixamento graças aos gols do atacante hondurenho David Suazo.
Além de terminar em 9º na temporada 2008-09, o Cagliari terminou regularmente na metade inferior da Serie A sob uma sequência de treinadores, antes de ser rebaixado em 2014-15.
Na temporada seguinte, ganharam a promoção de volta a Serie A como campeões da Serie B 2015-16.
Na temporada 2017-18, o clube com grande surpresa, nos últimos dias do mercado de transferências viu a despedida de Marco Borriello, imediatamente substituído pelo atacante Pavoletti, e retorno de Andrea Cossu. O início da temporada não foi dos melhores e após uma série de resultados negativos, o técnico Massimo Rastelli é demitido e o uruguaio Diego Luis López assume em seu lugar. As performances entretanto, não mudam, e a equipe é eliminada da Copa da Itália. O Cagliari teve um fim de temporada dramático, vencendo Fiorentina e Atalanta nas duas últimas rodadas e conseguindo a permanência na primeira divisão.
Na temporada 2018-19, sob a orientação de Rolando Maran, o clube termina com a 15.ª colocação na Serie A e é eliminado nas oitavas de final da Copa da Itália.
A temporada 2019-20, ano do centenário de fundação do clube, foi a segunda do técnico Rolando Maran no comando do clube. Temporada essa que marcou o retorno do meio-campista belga Radja Nainggolan, após quase meia década depois de deixar o clube rumo à Roma. Em março, Maran é dispensado de seu posto e em seu lugar foi contratado Walter Zenga. A equipe teve uma queda precoce na Copa da Itália e terminou no 14.° lugar na Série A.

### Acesso a série A - Novamente Ranieri
Depois de 34 anos fora, Cláudio Ranieri volta ao Cagliari onde assumiu o time no 14° lugar da série B italiana e consegue levar o time ao 5° lugar ao final da temporada. Com o 5° lugar disputou o Play-off contra Venezia, Parma e Bari, vencendo a final com um gol dramático de Leonardo Pavoletti nos acréscimos do segundo tempo assim garantindo o acesso para Serie A 23-24.

## Títulos
|                                  |  | NACIONAIS  |         |
| Competição                       |  | Temporadas | Títulos |
| Campeonato Italiano              |  | 1969-70    | 1       |
| Campeonato Italiano - 2ª Divisão |  | 2015-16    | 1       |

## Campanhas de destaque
Copa da UEFA - 1993–94 (Semifinalistas)
 Campeonato Italiano - 1968–69 (Vice-campeões)
 Campeonato Italiano - 2ª Divisão - 2015-16 (Campeões)
 Campeonato Italiano - 2ª Divisão - 1963–64,1978–79 e 2003-04 (Vice-campeões)

## Elenco atual
Atualizado em 30 de julho de 2025.
- Atual capitão

### Números aposentados
11  – Luigi Riva, Atacante (1963-1976)
13  – Davide Astori, Zagueiro (2008-2016)

## Recordistas de jogos
| #  | País    | Nome                | Período              | Jogos |
| -- | ------- | ------------------- | -------------------- | ----- |
| 1  | Itália  | Daniele Conti       | 1999–2005            | 434   |
| 2  | Itália  | Mario Brugnera      | 1968-1974, 1975-1982 | 328   |
| 3  | Itália  | Luigi Piras         | 1973–1987            | 320   |
| 4  | Itália  | Gigi Riva           | 1963–1976            | 315   |
| 5  | Uruguai | Diego López         | 1998–2010            | 314   |
| 6  | Brasil  | Nenê                | 1964–1976            | 311   |
| 7  | Itália  | Mario Martiradonna  | 1962–1973            | 306   |
| 8  | Itália  | Oreste Lamagni      | 1971-1973, 1975–1985 | 293   |
| 9  | Itália  | Roberto Quagliozzi  | 1974–1985            | 282   |
| 10 | Itália  | Alessandro Agostini | 2004–2012            | 281   |

## Maiores artilheiros
| #  | País             | Nome              | Período              | Gols |
| -- | ---------------- | ----------------- | -------------------- | ---- |
| 1  | Itália           | Gigi Riva         | 1963–1976            | 164  |
| 2  | Honduras         | David Suazo       | 1999–2007            | 94   |
| 3  | Itália           | Luigi Piras       | 1973–1987            | 87   |
| 4  | Brasil           | João Pedro Galvão | 2014–2022            | 86   |
| 5  | Itália           | Roberto Muzzi     | 1994–1999            | 58   |
| 6  | Itália           | Mauro Esposito    | 2001–2007            | 58   |
| 7  | Itália           | Daniele Conti     | 1999–2015            | 48   |
| 8  | Brasil · Bélgica | Luís Oliveira     | 1992-1996, 1999-2000 | 46   |
| 9  | Itália           | Marco Sau         | 2012–2019            | 45   |
| 10 | Itália           | Erminio Bercarich | 1951–1953            | 42   |

## Uniformes

### Uniformes dos jogadores
- Primeiro uniforme (2011-12): Camisa com metade vermelha, metade azul, calção e meias azuis;
- Segundo uniforme (2011-12): Camisa branca, calção e meias brancas;
- Terceiro uniforme (2011-12): Camisa vermelha, calção e meias vermelhas;
- Quarto uniforme (2011-12): Camisa azul, calção e meias azuis.

| Primeiro uniforme | Segundo uniforme | Terceiro uniforme | Quarto uniforme |

### Uniformes dos goleiros
- Camisa verde, calção e meias verdes.
- Camisa cinza, calção e meias cinzas.
- Camisa amarela, calção e meias amarelas.

| Cores do Time · Cores do Time · Cores do Time · Cores do Time · Cores do Time | Cores do Time · Cores do Time · Cores do Time · Cores do Time · Cores do Time | Cores do Time · Cores do Time · Cores do Time · Cores do Time · Cores do Time |

### Uniformes anteriores
- 2010-11

| Primeiro | Segundo | Terceiro |

- 2009-10

| Primeiro | Segundo | Terceiro |

- 2008-09

| Primeiro | Segundo |